# Fiara (film)
Fiara (titlu original: Razorback) este un film australian de groază din 1984 regizat de Russell Mulcahy după un roman din 1981 de Peter Brennan. Rolurile principale au fost interpretate de actorii Gregory Harrison, Arkie Whiteley și Bill Kerr. Filmul se învârte în jurul atacurilor unui mistreț gigantic care terorizează o zonă din Australia, ucigând și devorând oameni. Filmul a fost lansat la 2 noiembrie 1984.

## Distribuție
- Gregory Harrison - Carl Winters
- Arkie Whiteley - Sarah Cameron
- Bill Kerr - Jake Cullen
- Chris Haywood - Benny Baker
- David Argue - Dicko Baker
- Judy Morris - Beth Winters
- John Howard - Danny
- John Ewart - Turner
- Don Smith - Wallace
- Mervyn Drake - Andy
- Redmond Phillips - the Magistrate
- Alan Becher - Counsel (ca - Alan Beecher)
- Peter Schwarz - Lawyer (ca Peter Schwartz)
- Beth Child - Louise Cullen
- Rick Kennedy - Farmer